# Chi Rho - I misteri del tempo
Chi Rho - I misteri del tempo è una serie di animazione tedesca del 2010 in 26 episodi, diretta da Michael Schaack e Florian Wagner. Gli episodi della serie sono ambientati tra le vicende narrate nell'Antico Testamento e nel Nuovo Testamento della Bibbia. Il titolo Chi Rho si riferisce chiaramente al monogramma di "Cristo". Il cartone animato è stato trasmesso per la prima volta in Italia dal 14 aprile 2014 su Rai 2 ma fu interrotto dopo 15 episodi, per poi essere ripreso sulla stessa rete dopo tre anni dall'episodio 14 fino alla fine. La sigla italiana è una traduzione di quella originale tedesca.

## Trama
All'inizio della serie, il ricercatore biblico, il professor Petersen, è rapito da Hreel, un inviato del male. Hreel vuole cancellare la Bibbia, e di conseguenza, la storia del cristianesimo. Nella ricerca di suo padre, sua figlia Cora, con l'aiuto di un cubo magico, Cubus, attraversa i capitoli delle Sacre Scritture. Là incontra nuovi amici come Habib e i cantori, dei simpatici animaletti, che la aiutano nel suo viaggio avventuroso.

## Personaggi
- Cora: ragazza, 12 anni, è la figlia del professor Petersen. È doppiata in tedesco da Shalin-Tanita Rogall e in italiano da Giulia Franceschetti.
- Habib: 13 anni, un ragazzo amico di Cora conoscitore della Terra Santa. È doppiato in tedesco da Ricardo Richter e in italiano da Alessandro Ward.
- Professor Petersen: 44 anni, padre di Cora, ricercatore biblico. È doppiato in tedesco da Till C. Hagen e in italiano da Massimo Bitossi.
- Hreel: l'antagonista, inviato del male. È doppiato in tedesco da Udo Schenk e in italiano da Roberto Draghetti.
- I cantori: Nick (un cane, doppiato in tedesco da Jan-David Rönfeldt e in italiano da Alessandro Budroni), Maxxi (un topo, doppiata in tedesco da Freya Trampert e in italiano da Alida Milana), Sammy (un camaleonte, doppiato in tedesco da Volkan Baydar e in italiano da Mirko Mazzanti), Emma (un gufo, doppiata in tedesco da Katja Bruegger e in italiano da Cinzia Villari).
- Cubus Temporis: un cubo d'oro magico, può diventare un gufo meccanico. Consente a Cora, Habib e ai musicanti di viaggiare nel tempo tra i vari capitoli della Bibbia. È doppiato in tedesco da Ilja Richter e in italiano da Gianluca Solombrino.

## Episodi
| N° | Titolo originale                        | Titolo italiano            | Prima TV tedesca | Prima TV italiana |
| -- | --------------------------------------- | -------------------------- | ---------------- | ----------------- |
| 1  | Entführt - Wo ist Professor Petersen?   | Viaggio nel tempo          | 1º novembre 2010 | 14 aprile 2014    |
| 2  | Aufgewacht - Der geheimnisvolle Garten  | Il giardino dell'Eden      | 2 novembre 2010  | 15 aprile 2014    |
| 3  | Gerettet - Noahs Arche                  | Il diluvio                 | 3 novembre 2010  | 16 aprile 2014    |
| 4  | Überzeugt - Auf der Suche nach Freunden | La pesca miracolosa        | 18 aprile 2011   | 17 aprile 2014    |
| 5  | Geborgen - Rettung in letzter Minute    | Un bambino da salvare      | 4 novembre 2010  | 18 aprile 2014    |
| 6  | Befreit - Der Weg durch das Meer        | Fuga nel deserto           | 20 aprile 2011   | 22 aprile 2014    |
| 7  | Geteilt - Die 5000 und ein Fisch        | Il miracolo dei pani       | 5 novembre 2010  | 23 aprile 2014    |
| 8  | Gestürzt - Himmelssturm in Babel        | La torre di Babele         | 8 novembre 2010  | 24 aprile 2014    |
| 9  | Ausgeträumt - Streit unter Brüdern      | Giuseppe e i suoi fratelli | 9 novembre 2010  | 28 aprile 2014    |
| 10 | Geheilt - Der blinde Bartimäus          | Guardare con occhi nuovi   | 26 aprile 2011   | 29 aprile 2014    |
| 11 | Verschluckt - Jona im Bauch des Wals    | La balena ci salverà       | 10 novembre 2010 | 30 aprile 2014    |
| 12 | Ausgezahlt - Zachäus und das liebe Geld | Zaccheo                    | 28 aprile 2011   | 6 maggio 2014     |
| 13 | Aufgespürt - Rettung im Untergrund      | La creazione               | 11 novembre 2010 | 7 maggio 2014     |
| 14 | Angekommen - Der Einzug in Jerusalem    | L'entrata a Gerusalemme    | 12 novembre 2010 | 8 maggio 2014     |
| 15 | Gesiegt - Kleiner Junge ganz groß       | Davide e Golia             | 3 maggio 2011    | 9 maggio 2014     |
| 16 | Angekündigt - Das letzte Abendmahl      | L'ultima cena              | 4 maggio 2011    | 4 novembre 2017   |
| 17 | Verhaftet - Entscheidung unterm Ölbaum  | La scelta di Gesù          | 5 maggio 2011    | 11 novembre 2017  |
| 18 | Auferweckt - Die große Überraschung     | Il ritorno                 | 6 maggio 2011    | 11 novembre 2017  |
| 19 | Versprochen - Eine neue Heimat          | La terra promessa          | 9 maggio 2011    | 18 novembre 2017  |
| 20 | Geschenkt - Die zehn Gebote             | I Dieci comandamenti       | 15 novembre 2010 | 18 novembre 2017  |
| 21 | Versorgt - Der barmherzige Samariter    | Il buon samaritano         | 16 novembre 2010 | 25 novembre 2017  |
| 22 | Gefangen - Daniel in der Löwengrube     | Nella fossa dei leoni      | 12 maggio 2011   | 25 novembre 2017  |
| 23 | Überwältigt - David in Gefahr           | La contesa                 | 17 novembre 2010 | 2 dicembre 2017   |
| 24 | Abgehauen - Der verlorene Sohn          | Il figliol prodigo         | 16 maggio 2011   | 2 dicembre 2017   |
| 25 | Geschafft - Eine schwierige Geburt      | La nascita di Gesù         | 17 maggio 2011   | 9 dicembre 2017   |
| 26 | Begeistert - Zeichen vom Himmel         | Ritorno a casa             | 18 maggio 2011   | 9 dicembre 2017   |